# V-Phlegmone

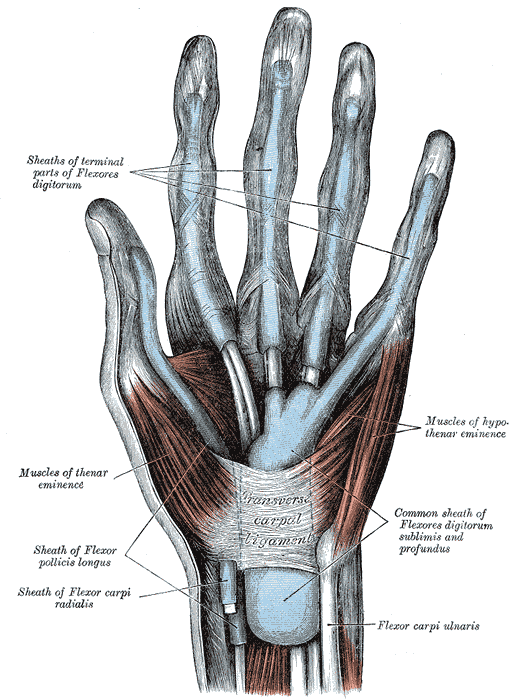
Sehnenscheiden der Beugeseite der Hand

Als V-Phlegmone bezeichnet man eine eitrige Entzündung durch Bakterien innerhalb der Beugesehnenscheiden der Hand. Bei einer perforierenden Verletzung der Sehnenscheide des zweiten bis vierten Fingers bleibt die Entzündung isoliert in der Sehnenscheide. Werden jedoch die Sehnenscheiden von Daumen oder Kleinfinger verletzt, so steigt die Infektion bis zur Handwurzel ab und kann durch die dünnen Trennwände der beiden Synovialsäcke durchbrechen und somit eine v-förmige Infektion von Daumen zum Handgelenk zum Kleinfinger hervorrufen. Bei ungünstigem Verlauf kann eine Sehnenscheidenentzündung am Daumen oder Kleinfinger eine Versteifung der ganzen Hand zur Folge haben. Bei 71,4 % (nach Scheldrup) der Bevölkerung besteht eine Verbindung zwischen den Sehnenscheiden von Kleinfinger und Daumen.